# 블랙독 (드라마)
《블랙독》은 2019년 12월 16일부터 2020년 2월 4일까지 tvN에서 방송된 tvN 월화 드라마이다.

## 줄거리
기간제 교사가 된 사회 초년생 고하늘이 우리 삶의 축소판인 '학교'에서 꿈을 지키며 살아남기 위해 고군분투하는 이야기.

## 등장 인물

### 주요 인물
- 서현진 : 고하늘 역 - 29세. 신입 기간제 국어교사.
- 라미란 : 박성순 역 - 41세. 소문난 워커홀릭 진학부 부장. 국어교사.
- 하준 : 도연우 역 - 29세. 인기 1순위 국어교사.

### 고하늘 주변 인물
- 태인호 : 김영하 역 - 35세. 순직한 기간제 교사
- 이항나 : 송영숙 역 - 46세. 영하의 아내. 국수집 사장.
- 김정영 : 문소녀 역 - 57세. 하늘의 엄마.
- 맹상훈 : 고성철 역 - 60세. 하늘의 아빠.

### 대치고 선생님들
- 이창훈 : 배명수 역 - 33세. 진학부 교사. 생물교사
- 정해균 : 문수호 역 - 44세. 사내 정치의 대가 교무부장. 고하늘의 삼촌. 물리교사. 문소녀의 동생
- 박지환 : 송영태 역 - 40세. 3학년 부장교사. 물리교사
- 유민규 : 지해원 역 - 31세. 모교 출신의 6년 차 기간제 교사. 국어교사
- 조선주 : 김이분 역 - 40세. 고하늘의 교과 파트너. 국어교사
- 허태희 : 하수현 역 - 34세, 두뇌회전이 빠른 영악한 정교사. 국어교사
- 예수정 : 윤여화 역 - 61세. 내려놓음의 미학을 몸소 보여주는 진로부장 교사
- 권소현 : 송지선 역 - 30세. 방과후부 국어 기간제 교사

### 그 외 대치고 사람들
- 김홍파 : 변성주 역 - 59세. 열혈 불꽃 교장
- 이윤희 : 이승택 역 - 55세. 교감
- 우미화 : 한재희 역 - 42세. 창의체험부장. 수학 정교사
- 이장원 : 손동하 역 - 41세. 방과후학교부장. 지리 정교사
- 김승훈 : 차태호 역 - 39세. 정보부장. 수학 정교사
- 김병춘 : 박영석 역 - 국어과 원로교사
- 박지훈 : 구재현 역 - 19세. 고하늘 반(3학년 5반) 학생
- 이은샘 : 진유라 역 - 19세. 고하늘 반(3학년 5반) 학생
- 은서율 : 정다현 역 - 3학년부 신입 기간제교사

### 그 외 인물
- 임현성 : 유재호 역 - 행정실장. 대치고등학교 이사장의 조카
- 노강민 : 여하랑 역 - 박성순의 아들
- 김학선 : 여세창 역 - 박성순의 남편
- 강신하 : 지유성 역 - 교무부 고사계. 영어 정교사
- 장다경 : 심기주 역 - 교무부 수업계. 수학 정교사
- 박야성 : 박정민 역 - 교무부. 한국사 기간제 교사
- 안상은 : 장희수 역 - 영어 기간제 교사. 유재호의 조카
- 정택현 : 황보통 역 - 고하늘이 새로 맡게 된 3학년 3반 소속 학생

### 특별출연
- 백은혜 : 송찬희 역 - 한국대 입학사정관. 前 대치고 기간제 교사
- 서정연 : 진상 학부모 역
- 오륭 : 진로 컨설팅 학원교사 역

## 촬영지
- 삼각 백빈건널목
- 영등포고등학교
- 안양여자상업고등학교
- 그랜드 힐튼 서울
- 선문대학교 아산캠퍼스 - 한국대학교
- 연탄불 소금구이
- 나뚜루 프래스쉽 스토어 신촌점
- 열정분식소 라운지 강남점
- 랭스터디카페 이대점
- 카페오가닉
- 인생곱창
- 샛강문화다리
- 남산공원

## OST
다음은 오리지널 사운드트랙(OST) 싱글 앨범에 포함된 곡들이며, 정렬기준은 출시 순입니다.

### 블랙독 OST Part 1
| #            | 제목                | 작사         | 작곡         | 편곡 | 재생 시간 |
| ------------ | ------------------- | ------------ | ------------ | ---- | --------- |
| 1.           | 〈그림자〉 (김보형) | 김호경       | 1601         | 4:21 |           |
| 2.           | 〈그림자 (Inst.)〉  |              | 1601         | 4:21 |           |
| 총 재생 시간 | 총 재생 시간        | 총 재생 시간 | 총 재생 시간 | 8:42 |           |

### 블랙독 OST Part 2
| #            | 제목                   | 작사         | 작곡         | 편곡 | 재생 시간 |
| ------------ | ---------------------- | ------------ | ------------ | ---- | --------- |
| 1.           | 〈Moonlight〉 (Sondia) | GLASS        | GLASS        | 3:39 |           |
| 2.           | 〈Moonlight (Inst.)〉  |              | GLASS        | 3:39 |           |
| 총 재생 시간 | 총 재생 시간           | 총 재생 시간 | 총 재생 시간 | 7:18 |           |

### 블랙독 OST Part 3
| #            | 제목                | 작사         | 작곡         | 편곡 | 재생 시간 |
| ------------ | ------------------- | ------------ | ------------ | ---- | --------- |
| 1.           | 〈Horizon〉 (클랑)  | GLASS        | GLASS        | 4:14 |           |
| 2.           | 〈Horizon (Inst.)〉 |              | GLASS        | 4:14 |           |
| 총 재생 시간 | 총 재생 시간        | 총 재생 시간 | 총 재생 시간 | 8:28 |           |

### 블랙독 OST Part 4
| #            | 제목                                      | 작사         | 작곡                        | 편곡 | 재생 시간 |
| ------------ | ----------------------------------------- | ------------ | --------------------------- | ---- | --------- |
| 1.           | 〈Love Yourself (너에게 말해줘)〉 (민서)  | 도나 (DONNA) | 커즈디 (CuzD), 도나 (DONNA) | 4:10 |           |
| 2.           | 〈Love Yourself (너에게 말해줘) (Inst.)〉 |              | 커즈디 (CuzD), 도나 (DONNA) | 4:10 |           |
| 총 재생 시간 | 총 재생 시간                              | 총 재생 시간 | 총 재생 시간                | 8:20 |           |

### 블랙독 OST
| #            | 제목                                     | 작사            | 작곡                        | 편곡   | 재생 시간 |
| ------------ | ---------------------------------------- | --------------- | --------------------------- | ------ | --------- |
| 1.           | 〈그림자〉 (김보형)                      | 김호경          | 1601                        | 4:21   |           |
| 2.           | 〈Moonlight〉 (Sondia)                   | GLASS           | GLASS                       | 3:39   |           |
| 3.           | 〈Horizon〉 (클랑)                       | GLASS           | GLASS                       | 4:14   |           |
| 4.           | 〈Love Yourself (너에게 말해줘)〉 (민서) | 도나 (DONNA)    | 커즈디 (CuzD), 도나 (DONNA) | 4:10   |           |
| 5.           | 〈In the shadow〉 (고혜림)               | 민연재, Francis | 1601                        | 4:22   |           |
| 6.           | 〈You're still alive (블랙독 타이틀)〉   | JAY KIM         | JAY KIM                     | 1:00   |           |
| 7.           | 〈SKY Theme〉                            |                 | JKM2                        | 3:37   |           |
| 8.           | 〈Breathing〉                            |                 | JKM                         | 3:23   |           |
| 9.           | 〈Step by step〉                         |                 | JKM2                        | 3:31   |           |
| 10.          | 〈Together〉                             |                 | JAY KIM                     | 4:16   |           |
| 11.          | 〈Friends〉                              |                 | GLASS                       | 1:52   |           |
| 12.          | 〈Incident〉                             |                 | JAY KIM                     | 1:56   |           |
| 13.          | 〈Rookie〉                               |                 | JAY KIM, 신유나             | 3:10   |           |
| 14.          | 〈Revenge〉                              |                 | JAY KIM                     | 3:08   |           |
| 15.          | 〈Teacher〉                              |                 | GLASS                       | 3:16   |           |
| 16.          | 〈Tom & J〉                              |                 | JAY KIM, 신유나             | 2:50   |           |
| 17.          | 〈Good guy〉                             |                 | JKM2                        | 2:38   |           |
| 18.          | 〈Stranger〉                             |                 | JAY KIM, 강창위             | 3:04   |           |
| 19.          | 〈Friendship〉                           |                 | JKM2                        | 1:43   |           |
| 20.          | 〈Trick〉                                |                 | JKM2                        | 2:21   |           |
| 21.          | 〈Emptiness〉                            |                 | JKM2                        | 3:52   |           |
| 22.          | 〈Mistaken〉                             |                 | JKM2                        | 2:38   |           |
| 23.          | 〈Complicated〉                          |                 | JKM2                        | 3:30   |           |
| 24.          | 〈Rival〉                                |                 | JKM2                        | 1:56   |           |
| 25.          | 〈Tears〉                                |                 | JKM2                        | 2:24   |           |
| 26.          | 〈Mirage〉                               |                 | JAY KIM, 이이삭             | 3:40   |           |
| 27.          | 〈Calling〉                              |                 | JAY KIM, 이이삭             | 2:47   |           |
| 28.          | 〈Nerd〉                                 |                 | JAY KIM, 신유나             | 2:21   |           |
| 총 재생 시간 | 총 재생 시간                             | 총 재생 시간    | 총 재생 시간                | 207:30 |           |

## 시청률
최저 시청률과 최고 시청률은 시청률 조사회사와 지역별로 시청률에 차이가 있을 수 있습니다.
| 2019년      | 2019년      | 2019년         | 2019년       |
| 회차        | 방송일      | AGB 시청률     | AGB 시청률   |
| 회차        | 방송일      | 대한민국(전국) | 서울(수도권) |
| ----------- | ----------- | -------------- | ------------ |
| 제1회       | 12월 16일   | 3.331%         | 3.574%       |
| 제2회       | 12월 17일   | 4.412%         | 5.064%       |
| 제3회       | 12월 23일   | 4.411%         | 5.212%       |
| 제4회       | 12월 24일   | 4.349%         | 4.834%       |
| 제5회       | 12월 30일   | 5.483%         | 6.004%       |
| 제6회       | 12월 31일   | 4.732%         | 5.126%       |
| 2020년      |             |                |              |
| 제7회       | 1월 6일     | 4.797%         | 4.848%       |
| 제8회       | 1월 7일     | 5.055%         | 5.352%       |
| 제9회       | 1월 13일    | 4.393%         | 4.941%       |
| 제10회      | 1월 14일    | 4.339%         | 4.457%       |
| 제11회      | 1월 20일    | 4.492%         | 4.744%       |
| 제12회      | 1월 21일    | 5.085%         | 5.563%       |
| 제13회      | 1월 27일    | 3.983%         | 4.026%       |
| 제14회      | 1월 28일    | 4.428%         | 4.662%       |
| 제15회      | 2월 3일     | 4.110%         | 4.261%       |
| 제16회      | 2월 4일     | 4.658%         | 4.647%       |
| 평균 시청률 | 평균 시청률 | 4.503%         | 4.832%       |

## 같이 보기
- 대한민국의 텔레비전 드라마 목록 (ㅂ)
- 2019년 대한민국의 텔레비전 드라마 목록